# Lago Garibaldi

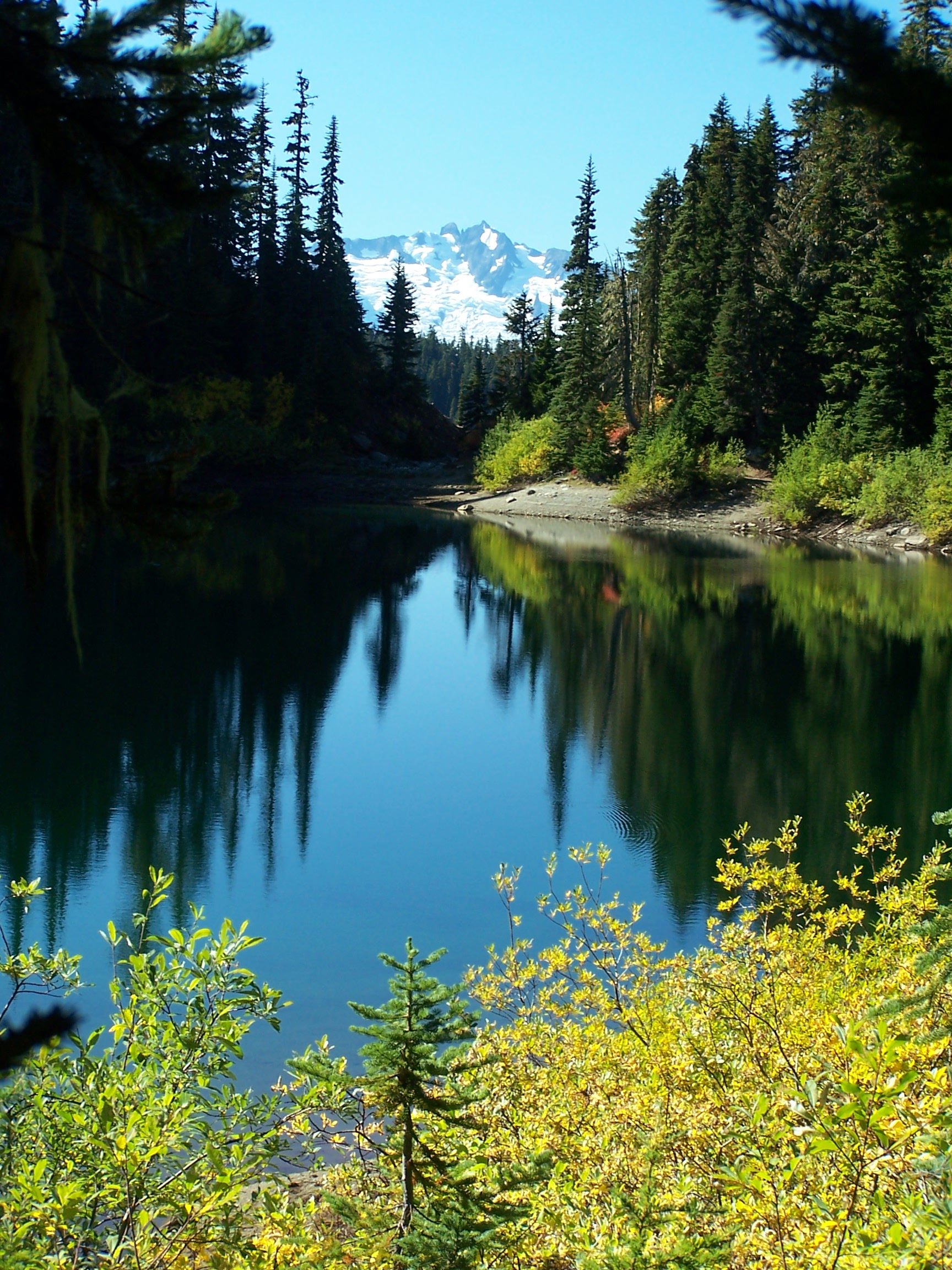
Lago Garibaldi, aspectos.

O lago Garibaldi é um lago de montanha localizado na parte ocidental da Colúmbia Britânica, no Canadá. 

## Descrição
Este lago está localizado 37 km a norte da cidade de Squamish e a 19 km a sul de Whistler. O lago está situado na área protegida do Parque Provincial Garibaldi, que é o lar de montanhas, glaciares, trilhas, florestas, flores, prados e cascatas

## Bibliografia

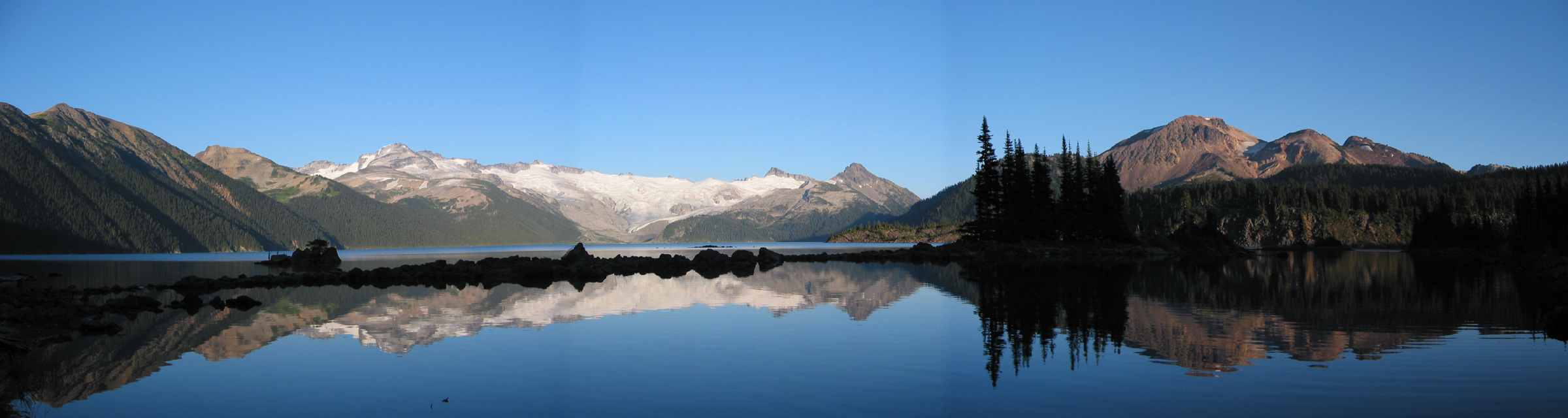
Panorama do lago Garibaldi, com o Glaciar Sphynx ao fundo e os vulcões de Monte Price e Pico Clinker à direita. As ilhas Battleship estão em primeiro plano.